# Římskokatolická farnost Těrlicko
Římskokatolická farnost Těrlicko je farnost římskokatolické církve v děkanátu Karviná ostravsko-opavské diecéze. Farním kostelem je kostel svatého Vavřince v Těrlicku. Administrátorem excurrendo je havířovský farář Petr Kříbek, výpomocným duchovním Jiří Sedláček.

## Historie
Založení farnosti v Těrlicku se odhaduje již na 14. století, ačkoliv první písemná zmínka je až z čtyřicátých či padesátých let 15. století. Farnost je zmíněná v listině řešícím spor místního faráře Jana Smyly a faráře Jakóba Persekiho z Wielkeho Kotorzu ohledně ušlých desátků z let 1444–1446. Tento spor vyhrál těrlický farář. V této listině je uvedeno, že farnost existuje "od nepaměti".. Na druhou stranu farnost není uvedena v seznamu Svatopeterského halíře z roku 1447. Tehdejší místní kostel byl dřevěný.
V období reformace byl kostel v držení protestantů, ale 24. března 1654 jim byl odebrán. V období reformace došlo ke změně patrocinia – zasvěcení Nanebevzetí Panny Marie bylo změněno na zasvěcení svaté Trojici. Dle dobových dokumentů byl kostel značně honosný a byl lépe vybaven, nežli ostatní těšínské kostely. Vizitační zpráva z roku 1679 uvádí, že kostel byl dřevěný, s věží a třemi zvony, střecha kostela byla v dobrém stavu. Od každého sedláka v obci dostával farář 2 bochníky chleba, od sedláků z jiných obcí krejcar. Z dokumentu z roku 1688 lze zjistit, že se postavila nová sakristie, lavice k sedění a křtitelnice Na místě původního dřevěného kostela byl v letech 1769 – 1772 postaven zděný kostel Nejsvětější Trojice v barokním stylu. Jeho kapacita byla 400 lidí.
Vzhledem k tomu, že kostel sv. Trojice byl v oblasti, která byla při výstavbě Těrlické přehrady zaplavena a proto byly v kostele 11. 2. 1962 ukončeny bohoslužby a kostel byl 30. 5. 1962 odstřelen. Po likvidaci kostela sv. Trojice se farním kostelem stal kostel sv. Vavřince na kopci Kostelec. Do tohoto kostela byly přeneseny také některé památky z původního kostela sv. Trojice.
Farnost se celkem třikrát pokusila postavit nový kostel. První pokus byl v roce 1968, ale po začátku normalizace nebyl realizován. Druhý pokus byl po roce 1990, ale nedošlo k shodě na místě kostela. V současné době (2017) probíhá třetí pokus. Nový kostel by měl být v centru obce, jsou připraveny první návrhy. Kromě kostela by vzniklo i duchovní centrum, které by pojalo i další farnostní aktivity. Poslední aktivity ohledně výběrových řízení však podle stránek proběhly v roce 2010.
V roce 2020 byla zahájena rekonstrukce duchovního centra, která je již pomalu u konce. Duchovní centrum je zatím neoficiálně zasvěceno Nejsvětější Trojici (odkazuje to na zatopený kostel v roce 1962. 
V roce 2022 slouží 1. patro duchovního centra jako ubytování pro válečné uprchlíky z Ukrajiny a jedna místnost jako základna skautského oddílu v Těrlicku.

## Duchovní správci
Mezi kněze působící ve farnosti patřil také Oskar Zawisza, který byl významnou osobností Těšínska na začátku 20. století.